# Bojtár Endre
Bojtár Endre (Budapest, 1940. május 26. – 2018. február 11.) József Attila-díjas magyar poliglott műfordító, szlavista, szerkesztő, kritikus, Széchenyi-díjas irodalomtörténész, egyetemi tanár. Az irodalomtudományok kandidátusa (1976)

## Életpályája
1958–1963 között az Eötvös Loránd Tudományegyetem Bölcsészettudományi Karának orosz-cseh szakos hallgatója volt. 1963-tól a Magyar Tudományos Akadémia Irodalomtudományi Intézetének munkatársaként először a kelet-európai irodalmak összehasonlító történetével, majd irodalomelmélettel foglalkozott. 1964–1965 között Lengyelországban volt ösztöndíjas. 1967–1971 között a Helikon című folyóirat főmunkatársa volt. 1986 óta a Közép- és Kelet-európai Irodalmak Osztályának osztályvezetője. 1977–1980 között a József Attila Tudományegyetemen közép- és kelet-európai irodalomtörténetet adott elő, egyetemi docens. 1985-ben Los Angelesben tartózkodott. 1989-től a 2000 című folyóirat egyik szerkesztője. 1991–1994 között a Central European University Comparative Literature programjának az igazgatója volt. 1997-ben Bécsben volt vendégkutató.

## Munkássága
A cseh és lengyel neostrukturalizmus ösztönzésére főként az irodalmi mű jelentésének és értékének kérdésével és az irodalomtörténet elméleti és módszertani problémáival foglalkozott. Megalapozta a magyarországi baltisztikai kutatást. Lengyel, litván és más közép- és kelet-európai alkotók műveiből antológiákat állított össze, számos cseh, lengyel, litván, szerb, orosz, ukrán mű fordítója.

## Magánélete
1962-ben házasságot kötött Farkas Annával. Két fiuk született; Bojtár B. Endre (1963) műfordító és Péter (1968).

## Művei
- A lengyel költészet antológiája (szerkesztette, 1969)
- A csíkos autóbusz – mai litván elbeszélők (szerkesztette, 1970)
- A kelet-európai avantgarde irodalom (monográfia, 1977, angolul: East European Avant-Garde Literature, 1992)
- A szláv strukturalizmus az irodalomtudományban (monográfia, 1978, angolul: Slavic Structuralism, John Benjamins, 1985)
- Litván költők antológiája (szerkesztette, 1980)
- Bibó-emlékkönyv (1980)
- Egy kelet-européer az irodalomelméletben (esszék, 1983)
- Kevés szóval litvánul (1985)
- "Az ember feljő..." A felvilágosodás és a romantika a közép- és kelet-európai irodalmakban (monográfia, 1986)
- Európa megrablása (A balti államok bekebelezésének története dokumentumok tükrében 1939-1989) (1989)
- Litván kalauz (tanulmányok, 1990)
- Arany Közép-Európa-sorozat (szerkesztette, 1992)
- Europica Varieta-sorozat (szerkesztette, 1993)
- Kelet-Európa vagy Közép-Európa? (cikkek, tanulmányok, 1993)
- Bevezetés a baltisztikába (monográfia, 1997)
- Aki utoljára nevet. Közép-európai humorantológia (szerkesztette, 1997)
- Foreword to the Past: A Cultural History of the Baltic People (1999)
- A kelet-européer pontossága (esszék, 2000)
- Litván-magyar szótár – Lietuviu-vengru kalbu zodynas (2007)
- "Hazát és népet álmodánk"... Felvilágosodás és romantika a közép- és kelet-európai irodalmakban (2008)
- Útvesztők, útjelzők. Írások a közép- és kelet-európai kultúrák köréből; Kalligram, Bp.–Pozsony, 2015
- Diktatúrák. Horthytól Orbánig – és vissza; GlobeEdit, Saarbrücken, 2017

## Műfordításai
- Ludvik Askenazy: Kutyaélet (1961)
- Kazys Saja: Kik laknak a nagybőgőben? (meseregény, 1963)
- M. Jancová: Mese az iskolatáskáról, amelyik szomorú volt (1966)
- Vaclav Havel: Kerti ünnepély (1966)- Abody Béla ezt használta fel
- M. Jancová: A róka és a holló. Szlovák népmesék (1966)
- Karel Kosik: A konkrét dialektikája (tanulmány, 1967)
- H. Markiewicz: Az irodalomtudomány fő kérdései (1968)
- Jan Cerny: A futballról – komolyan (1971)
- Kazys Saja: Jónás, a próféta (drámák, Maráz Lászlóval, 1971)
- Milos Macourek: Jakub és a kétszáz nagypapa (mesék, 1974)
- M. Kownacka: Kerti kalandok (1978)
- Justinas Marcinkevicius: Három dráma (drámák, Tandori Dezsővel, 1979)
- Kazys Saja: A szőttes (elbeszélések, Bojtár Annával, Maráz Lászlóval, 1979)
- Jevgenyij Svarc: Az elvarázsolt testvérek (mesejáték, Tótfalus Istvánnal, 1980)
- Szamuil Marsak: A balsors és a katona (mesejáték, 1982)
- Frantisek Nepil: Saját manccsal írtam (mese, 1983)
- Vaclav Havel: Largo desolato (1985)
- S. T. Kondrotas: A kígyó pillantása (regény, 1986)

## Díjai, kitüntetései
- Az Év Könyve-jutalom (1987)
- A Nyitott Társadalom Alapítvány díja (1991)
- Ránki György-díj (1992)
- A Magyar Köztársasági Érdemrend tisztikeresztje (1998)
- A Soros-alapítvány alkotói díja (1999)
- A Magyar Tudományos Akadémia doktora (1999)
- A Gediminas-rend tisztikeresztje (1999)
- József Attila-díj (2006)
- Palládium díj (különdíj) (2007)
- Széchenyi-díj (2010)